# Mont Hakkyō
Le mont Hakkyō (八経ヶ岳, Hakkyō-ga-take) est une montagne culminant à 1 915 m d'altitude dans les monts Omine et située à la limite des villages de Tenkawa et Kamikitayama (district de Yoshino) dans la préfecture de Nara au Japon.